# Güigüe (rijeka)
Güigüe je rijeka u Venezueli. Ulijeva se jezero Valencia (endoreički bazen).